# Miljenko Perić
Miljenko Perić je bio civil zaposlen u državnoj upravi za vrijeme NDH. Sudjelovao je u povlačenju s Hrvatskim oružanim snagama od 6. do 15. svibnja 1945, kada je zarobljen na Bleiburškom polju. O tim je događanjima napisao knjigu. 
Autor tri stručne knjige o fotografiji. Član Sekcije za fotografiju ULUPUH-a.

## Bleiburg: Svjedočanstvo
- Uvodna riječ: Slom i egzodus (str. 5-14)
- Sjećanja na Bleiburg (str. 15-57)
- Pogovor (Silvije Andrijić) (str. 59-62)
- Odjeci križnog puta (str. 63-102)
- Prilozi (str. 103-116)

Uvodni riječ ukratko razmatra slom i egzodus u svibnju 1945, uz prikaze i diskusiju nekih napisa i polemika o tome. 
Glavni dio knjige su autorova sjećanja na događaje od 6. svibnja (polazak iz Zagreba) do 18. srpnja 1945. (otpuštanje iz Kerestinca). 
Pridodano je poglavlje pod naslovom Odjeci Križnog puta u kojem su preneseni pasusi iz objavljenih sjećanja na događaje od svibnja do srpnja 1945. (ponajviše je citirana knjiga Susreti i doživljaji 1938-1945, čiji je autor Ivo Rojnica te zapisa Kazimira Kovačića. Zanimljivi su i citati iz novinskih napisa toga doba (iz Vjesnika, Politike idr.). 
U dodatku je zapis 'Josipa Poljaka Drugo i pravo lice Kerestinca, te nekoliko pisama.